# God of War: Ghost of Sparta
God of War: Ghost of Sparta — компьютерная игра в жанре приключенческого экшена с элементами hack and slash 2010 года, разработанная Ready at Dawn Studios и изданная Sony Computer Entertainment для PlayStation Portable. Это шестая часть игровой серии God of War и четвёртая по хронологии; также это второй проект франшизы, в котором Santa Monica Studio не была основным разработчиком. В основе Ghost of Sparta лежит греческая мифология, её события разворачиваются в Древней Греции, а протагонистом выступает бог войны Кратос: персонажа продолжают преследовать видения из его прошлой жизни в качестве смертного, поэтому он решает разобраться со своей родословной. В Атлантиде Кратос находит свою мать Каллисто, которая утверждает, что его брат Деймос всё ещё жив. Бог войны отправляется на его поиски в Царство Смерти, где противостоит богу смерти Танатосу.
Ghost of Sparta напоминает предыдущие проекты серии с точки зрения игрового процесса: протагонист атакует встречающихся на его пути противников различными комбо-ударами с помощью основного оружия — Клинков Афины — и вторичного, приобретаемого по мере прохождения сюжетной кампании. В игре есть механика quick time event, при которой игроку необходимо в определённый момент выполнить различные действия с контроллером, чтобы победить более сильных врагов и боссов. Также главный герой обладает тремя магическими способностями и дополнительной четвёртой, которая увеличивает урон от его базовых атак. Ко всему прочему, игровой процесс содержит элементы головоломки и платформера.
Критики хвалили сюжет, графику и масштабность Ghost of Sparta, однако сетовали на отсутствие инноваций в игровом процессе по сравнению с предшествующей ей God of War: Chains of Olympus. Некоторые рецензенты назвали её самой красивой игрой на PSP. Другие игровые журналисты ставили эту часть God of War в один ряд с проектами для PlayStation 3 и утверждали, что её графика превосходит визуальную составляющую игр для PlayStation 2. Ghost of Sparta получила несколько наград, включая «Лучшая портативная игра», «Лучшая игра для PSP» и «PSP Game of Show» на E3 2010 года, «Лучшая портативная игра» на Spike Video Game Awards 2010 года и «Портативная игра года» на 14-й ежегодной церемонии награждения Interactive Achievement Awards. К июню 2012 года было продано свыше 1,2 млн копий по всему миру, что сделало её 19-й самой продаваемой игрой для PlayStation Portable в истории консоли. 13 сентября 2011 года Ghost of Sparta была переиздана вместе с Chains of Olympus в рамках сборника God of War: Origins Collection, после чего 28 августа 2012 года обе игры вошли в сборник God of War Saga; оба издания создавались для PlayStation 3.

## Игровой процесс
God of War: Ghost of Sparta напоминает предыдущие части серии с точки зрения игрового процесса: это однопользовательская компьютерная игра с видом от третьего лица и фиксированной камерой. Игрок управляет персонажем Кратосом, который атакует встречающихся на его пути противников различными комбо-ударами. Протагонист противостоит вымышленным существам из греческой мифологии — минотаврам, циклопам, гарпиям, горгонам и сатирам — и другим врагам, которые основаны на персонажах греческой мифологии, но были созданы специально для игры: нежить-легионеры, призраки-керы, герионы, автоматоны, звери Борея и воины Тритона. Помимо hack and slash, в игре есть элементы других жанров компьютерных игр, в частности, платформера: так, для преодоления внутриигровых препятствий персонаж карабкается по стенам, перепрыгивает через пропасти, раскачивается на верёвках и балансирует на балках. Также в Ghost of Sparta присутствуют головоломки различного уровня сложности: например, чтобы взобраться на высокую поверхность, Кратос должен подтолкнуть ящик к стене и использовать его в качестве подставки, тогда как для открытия прохода ему необходимо найти несколько предметов в разных частях уровня. В игре появляются новые виды оружия и магические способности, которые отсутствовали в предыдущих частях.
Основным оружием Кратоса являются Клинки Афины — прикреплённые к покрывающим запястья и предплечья цепям парные клинки персонажа: в сражениях игрок может различным образом атаковать ими на ближней и средней дистанциях. По мере прохождения сюжетной кампании Кратос приобретает Оружие Спарты — копьё и щит, при использовании которых его стиль боя меняется: персонаж использует щит для блокирования вражеских атак, а копьё — для поражения ближних и дальних целей, — и особую способность Проклятие Теры, при активации которой его клинки покрываются наносящим повышенный урон огнём, достаточно сильным, чтобы пробить вражескую броню. Как и в случае с артефактами из God of War III, этой способности отведена отдельная шкала. Игрок использует Оружие Спарты и Проклятие Теры и вне сражений — для преодоления внутриигровых препятствий: например, чтобы открыть некоторые двери. Со временем Кратос изучает три магические способности — Око Атлантиды, Бич Эринии и Рог Борея, предоставляющие дополнительное преимущество в сражениях. В игру вернулась реликвия Трезубец Посейдона, появившаяся в первой части серии, которая позволяет Кратосу дышать под водой.
Разработчики обновили боевую систему: теперь Кратос может колотить врагов о землю и отбрасывать их, а также выполнять дополнительные атаки в воздухе. В игре появились различные анимации смерти от того или иного оружия или магической способности. Помимо сюжетной кампании, в Ghost of Sparta есть дополнительный режим «Испытания богов», состоящий из пяти испытаний бога войны Ареса и восьми испытаний богини мудрости Афины. Для прохождения каждого испытания игрок должен выполнить ряд определённых задач: например, убить всех врагов без получения урона. Другим дополнительным режимом является «Храм Зевса»: игрок жертвует собранные им красные сферы — из сюжетной кампании и режима испытаний, — чтобы разблокировать дополнительные возможности, такие как испытания Афины, бонусные костюмы для Кратоса, видео о создании игры, концепт-арты персонажей и эскизы уровней. Наконец, в игре есть боевая арена, на которой игрок может выбрать противников и установить уровень их силы, чтобы повысить свои навыки в сражении с ними.

## Сюжет

### Сеттинг и персонажи
Как и в случае с предыдущими частями серии God of War, события Ghost of Sparta разворачиваются в альтернативной версии Древней Греции, населённой олимпийскими богами, титанами и другими мифическими существами. Действие игры происходит между God of War (2005) и Betrayal (2007). Протагонист посещает несколько локаций, включая Атлантиду — мифический город, воздвигнутый Посейдоном, в котором находится храм бога морей; реально существующий вулкан Метана, представляющий собой тюрьму для титана Теры и находящийся под охраной автоматонов; храм бога Танатоса, открывающий путь к Вратам Смерти и порталу в Царство Смерти; остров Крит и его столицу Ираклион; горный хребет Ароанию; древний город Спарту, в котором находится храм Ареса; ном Лаконию; и расположенный в Афинах Утёс Самоубийц — самую высокую скалу в городе с видом на Эгейское море.
Главный герой игры Кратос (Терренс С. Карсон) стал богом войны после того, как убил предыдущего носителя этого титула — Ареса (Стивен Блум). По мере развития сюжета на его пути встречаются второстепенные персонажи: богиня мудрости Афина (Эрин Торпи), советующая Кратосу отказаться от своего прошлого в качестве смертного; младший брат Кратоса Деймос (Марк Дэклин), который был заключён в Царство Смерти и подвергнут пыткам; бог смерти и главный антагонист игры Танатос (Артур Бергхардт); мать Кратоса и Деймоса Каллисто (Дианна Херстолд); заточенный под вулканом Метана титан Тера (Ди Ди Решер) и дочь Танатоса Эриния (Эрин Торпи и Дженнифер Хейл). Среди второстепенных персонажей в игре появляются: слуга Посейдона Ланей (Фред Таташор); царь Мидас (Фред Таташор), способный одним прикосновением превратить любой предмет в золото; могильщик (Пол Эйдинг), который предостерегает Кратоса от отказа от богов; верный спартанский солдат (Гидеон Эмери); и бог морей Посейдон (Гидеон Эмери). Царь богов Зевс (Фред Таташор) появляется на «Боевой арене» после того, как игрок выбирает могильщика.

### История
За несколько десятилетий до событий основного сюжета оракул выдаёт предсказание, согласно которому гибелью Олимпа послужат не заключённые в тюрьму после окончания Великой войны титаны, а смертный меченый спартанец. Олимпийцы Зевс и Арес приходят к выводу, что этим спартанцем является брат Кратоса Деймос, тело которого покрывает необычное родимое пятно. Бог войны прерывает обучение юных Кратоса и Деймоса и вместе с Афиной похищает последнего. Кратос пытается помешать олимпийцу, но тот отбрасывает его в сторону, в результате чего вокруг правого глаза юноши появляется вертикальный шрам. Афина, которой была известна дальнейшая судьба Кратоса, не позволяет Аресу убить его. Деймос попадает в Царство Смерти, где бог смерти Танатос подвергает его изнурительным пыткам. В знак уважения к потерянному брату Кратос наносит ярко-красную татуировку, идентичную его родимому пятну.
Годы спустя Кратос занимает место Ареса в качестве нового бога войны на горе Олимп. Его продолжают мучить видения из прошлой смертной жизни, поэтому, вопреки совету Афины, он решает разобраться со своей родословной и отправляется в расположенный в Атлантиде Храм Посейдона. У берегов Атлантиды судно Кратоса уничтожает морское чудовище Сцилла, однако богу войны удаётся отогнать его. После нескольких коротких столкновений по всему городу он, в конечном итоге, убивает Сциллу. По прибытии в храм Кратос находит свою мать Каллисто, которая пытается раскрыть личность его отца. В этот момент Каллисто превращается в отвратительное чудовище, из-за чего у Кратоса не остаётся иного выбора, кроме как убить её. Перед смертью мать бога войны благодарит его и просит отыскать Деймоса в Спарте. Прежде чем покинуть храм Посейдона, Кратос освобождает томящегося в заточении титана Теру, что приводит к извержению вулкана Метана и последовавшему за этим уничтожению Атлантиды. По пути в Спарту он сталкивается с загадочным могильщиком, который предупреждает, что Олимп будет не рад разрушению Атлантиды, а также советует Кратосу отказаться от поисков брата.
Во время путешествия через Аронийский перевал Кратос встречает богиню Эринию, дочь Танатоса, которая отправилась на его поиски после разрушения Атлантиды. По окончании развернувшегося между ними сражения Призрак Спарты жестоко убивает Эринию, забирает её магию и прибывает в Спарту; в этот момент группа спартанцев сносит статую Ареса, чтобы заменить её статуей Кратоса. Затем Кратос настигает верного Аресу спартанца, попытавшегося убить нового бога войны с помощью Пирейского льва. Победив обоих врагов, Кратос отправляется в храм Ареса, где противостоит своей юной версии и узнаёт, что путь в Царство Смерти лежит через затонувшую Атлантиду. Прежде чем Кратос покидает свою родину, верный спартанец передаёт ему оружие, которое Кратос использовал в прошлом, когда был капитаном спартанской армии. По возвращении в затонувшую Атлантиду Кратос испытывает на себе гнев Посейдона, опустошённого уничтожением своего любимого города.
В Царстве Смерти Призрак Спарты в конце концов находит и освобождает своего брата. Разъярённый тем, что его брат не спас его раньше, Деймос заявляет Кратосу, что никогда не простит его. Затем он нападает на Кратоса и побеждает брата в бою. Тем не менее, желая лично отомстить Кратосу за убийство Эринии, Танатос переносит Деймоса на Утёс Самоубийства, однако бог войны предотвращает падение брата. Кратос примиряется с Деймосом и передаёт ему Оружие Спарты, после чего братья бросают Танатосу вызов. В этот момент Танатос осознаёт, что Арес выбрал не того спартанца: гибелью Олимпа был Кратос, а его «меткой» являлись красная татуировка и оставшийся от его жены и дочери белый пепел, который осел на его кожу. Когда Танатос убивает Деймоса, Кратос впадает в неконтролируемую ярость, высвобождает всю силу Проклятья Теры и уничтожает с её помощью бога смерти. Придя к выводу, что его брат наконец-то обрёл свободу, Кратос хоронит Деймоса и оставляет Оружие Спарты у его могилы; в это время могильщик заявляет, что Кратос стал «Смертью… Разрушителем миров». Прибывшая Афина умоляет Кратоса простить её и предлагает раскрыть его божественную силу в полной мере в качестве извинения, однако бог войны игнорирует её и возвращается на Олимп, пообещав, что «боги заплатят за это». Когда Кратос уходит, Афина виновато смотрит ему вслед и шепчет: «Прости меня… брат». В сцене после титров могильщик кладёт Каллисто в могилу возле Деймоса рядом с пустой третьей могилой и заявляет: «Теперь… лишь один остался». В этот момент одетый в олимпийские доспехи Кратос восседает на своём троне на Олимпе.

## Разработка
4 мая 2010 года на PlayStation.Blog состоялся анонс God of War: Ghost of Sparta. По словам представителей Sony, разработчики из Ready at Dawn «качественно проработали окружение и персонажей» с помощью «современных визуальных технологий». Также было отмечено, что объём внутриигрового контента Ghost of Sparta на 25 % превышает содержимое предыдущей игры серии для PlayStation Portable — God of War: Chains of Olympus. Проект создавался в течение 23 месяцев. Руководитель разработки Chains of Olympus Ру Вирасурия не вернулся к работе над Ghost of Sparta из-за плотного графика, поэтому его заменил главный дизайнер уровней предыдущей игры для PSP Дана Ян. На выставке Comic-Con 2010 Ян отметил, что после начала разработки в 2008 году перед ним и членами его команды стояла цель сделать более масштабную игру, чем Chains of Olympus, которая «выжимала» бы всё из технических возможностей PSP. Первые подробности о проекте стали известны обладателям платинового трофея из God of War III: трофей раскрывал адрес сайта spartansstandtall.com, содержащего анимацию проливного дождя и изображение спартанского щита, окружённого счётчиком, который заполнялся по мере увеличения количества платиновых трофеев. 4 мая 2010 года счётчик достиг максимума, после чего на сайте появилось изображение Кратоса и логотип God of War: Ghost of Sparta. Во время пресс-конференции на E3 15 июня 2010 года представители Sony продемонстрировали кинематографический трейлер игры, рассказчицей в котором выступила Линда Хант.
По словам Яна, он и другие разработчики решили, что события игры будут разворачиваться между God of War и God of War II, так как заполнение этого временного промежутка «имело смысл». Он опасался, что некоторые эпизоды будут недостаточно захватывающими, чтобы удержать интерес игроков, поскольку проекты серии God of War, как правило, не проседают в действии. Так как для решения головоломок игрокам приходилось «что-то толкать, разбивать клинками или носить тела», Ян намеревался сделать их завершения неожиданными. Руководителя разработки заинтриговали флэшбеки из God of War и God of War II и возможность раскрыть ранее не показанную предысторию Кратоса. Ян отметил, что Деймос упоминался в финальном диалоге Гелиоса и Афины из Chains of Olympus, а в God of War III также были отсылки к нему; при этом Кратос и Деймос не были близнецами, и последний не являлся сыном Зевса.
Несколько актёров из предыдущих частей God of War вернулись к озвучиванию своих персонажей, в частности, Терренс С. Карсон (Кратос), Эрин Торпи (Афина), Гидеон Эмери (Посейдон), Стивен Блум (Арес), Пол Эйдинг (Могильщик) и Линда Хант (Рассказчица). Также к проекту присоединились Марк Дэклин (Деймос), Дианна Херстолд (Каллисто) и Артур Бергхардт (Танатос). Во флэшбеках Кратоса озвучил Энтони Дель Рио, Деймоса — Бриджер Задина, а Каллисто — Дженнифер Хейл. Торпи и Хейл озвучили своих героинь с помощью овердаббинга. Эмери заменил Джоша Китона в роли верного спартанского солдата. Фред Таташор, который ранее озвучивал второстепенных персонажей игровой серии, озвучил Ланея, царя Мидаса и Зевса. Режиссёрами озвучивания выступили Крис Циммерман и Гордон Хант.

### Музыка
God of War: Ghost of Sparta — Original Soundtrack from the Video Game — саундтрек к игре, написанный Жераром Марино и Майком Риганом и выпущенный в iTunes 18 октября 2010 года под лейблом Sony Computer Entertainment. Помимо композиций из игры, в его состав вошли три бонусных трека из Chains of Olympus. Саундтрек был частью загружаемого контента, который игроки приобретали при предзаказе Ghost of Sparta. Обозреватель Square Enix Music Online поставил ему 8 баллов из 10 и заявил, что несколько треков были «контекстными» и не представляли ценности в отрыве от сюжета, однако остальные были неплохи в сравнении с композициями из основных игр серии.
| №                   | Название                              | Музыка              | Длительность |
| ------------------- | ------------------------------------- | ------------------- | ------------ |
| 1.                  | «Atlantis»                            | Риган               | 3:09         |
| 2.                  | «Deimos»                              | Марино              | 2:05         |
| 3.                  | «The Caldera»                         | Риган               | 3:17         |
| 4.                  | «Battle with the Scylla»              | Риган               | 1:34         |
| 5.                  | «City of Ashes»                       | Марино              | 2:44         |
| 6.                  | «Aroania Mountains»                   | Риган               | 3:09         |
| 7.                  | «Daughter of Death»                   | Марино              | 1:44         |
| 8.                  | «Ghost of Sparta»                     | Риган               | 3:00         |
| 9.                  | «The Brother»                         | Марино              | 1:54         |
| 10.                 | «Canyons of Sorrow»                   | Марино              | 3:10         |
| 11.                 | «The Fallen Brother»                  | Марино              | 2:49         |
| 12.                 | «Death's Domain»                      | Риган               | 3:21         |
| 13.                 | «Deimos' Revenge»                     | Марино              | 1:36         |
| 14.                 | «Brothers in Arms»                    | Марино              | 1:21         |
| 15.                 | «Calliope» (Бонусный трек)            | Марино              | 2:53         |
| 16.                 | «The Wrath of Charon» (Бонусный трек) | Марино              | 1:57         |
| 17.                 | «Persian Combat» (Бонусный трек)      | Марино              | 1:37         |
| Общая длительность: | Общая длительность:                   | Общая длительность: | 41:08        |

## Выпуск
Представители Sony презентовали демоверсию Ghost of Sparta на E3 2010: были представлены 15 минут игрового процесса, в течение которых Кратос противостоял различным подводным и сухопутным противникам, в том числе боссу Сцилле; в сражениях бог войны использовал Оружие Спарты и магическую атаку Око Атлантиды — новые средства ведения боя. 3 сентября 2010 года сотрудники Ready at Dawn отправили по электронной почте зарегистрированным пользователям порталов GodofWar.com и SpartansStandTall.com ваучер на демоверсию, а 7 сентября обладатели подписки PlayStation Plus получили к ней ранний доступ. 28 сентября демоверсия стала доступна всем пользователям PlayStation Network (PSN) для загрузки из PlayStation Store.
2 ноября 2010 года состоялся выпуск Ghost of Sparta в Северной Америке, после чего 3 ноября она вышла в странах Европы, 4 ноября — в Австралии и Новой Зеландии и 5 ноября — в Великобритании и Ирландии. В России игра была выпущена компанией «СофтКлаб» под названием «God of War: Призрак Спарты». К июню 2012 года было продано свыше 1,2 млн копий игры по всему миру. 13 сентября 2011 года в Северной Америке и 16 сентября в Европе вместе с Chains of Olympus игра была переиздана в рамках сборника God of War: Origins Collection, представляющего собой порт-ремастер обеих игр для PlayStation 3 с дополнительными улучшениями: высокое разрешение, стереоскопическое 3D, сглаженная графика, кадровая частота в количестве 60 кадров в секунду, функция вибрации DualShock 3 и трофеи. 13 сентября в Северной Америке также состоялся выпуск цифровой версии God of War: Origins Collection, которая была доступна для загрузки через PlayStation Store. К июню 2012 года было продано 711 737 копий God of War: Origins Collection по всему миру. 28 августа 2012 года God of War Collection, God of War III и Origins Collection были переизданы в рамках сборника God of War Saga, продававшегося в линейке Sony PlayStation Collections для PlayStation 3 в Северной Америке.

### Продвижение
В качестве бонуса за предварительный заказ в некоторых розничных магазинах игроки получали эксклюзивный загружаемый контент, доступный для скачивания через PlayStation Network: саундтрек, тему для консоли Ghost of Sparta PSP XrossMediaBar (XMB), тему XMB для PS3 («Дворец Аида»), аватар PSN, скин легионера для прохождения и эксклюзивный документальный фильм «God of War — Game Directors Live». Владельцы PSP Go получали бонусные предметы в случае приобретения игры в период со 2 по 23 ноября 2010 года в PlayStation Store. В дополнение к стандартным бонусам в предложение GameStop была включена эксклюзивная арена испытаний «Лес забытых».
Ghost of Sparta был посвящён специальный ограниченный набор PSP, состоящий из игры, ваучера на загрузку Chains of Olympus, UMD-диска с фильмом «Пипец», карты памяти Memory Stick Pro Duo на 2 ГБ и специальной чёрно-красной консоли PSP-3000. Специально отмеченные наборы содержали ваучер, позволяющий загрузить скин Деймоса для прохождения God of War III; этот же скин был доступен в наборе PSP, а владельцы PSP Go получили его вместе с бонусными предметами при предварительном заказе. В Европе игроки приобретали скин Деймоса при покупке Ghost of Sparta в PlayStation Store.

## Восприятие
| Сводный рейтинг                    | Сводный рейтинг |
| Агрегатор                          | Оценка          |
| ---------------------------------- | --------------- |
| GameRankings                       | 87,31 %         |
| Metacritic                         | 86/100          |
| Иноязычные издания                 |                 |
| Издание                            | Оценка          |
| 1UP.com                            | A−              |
| Eurogamer                          | 7/10            |
| Game Informer                      | 9,5/10          |
| GameTrailers                       | 9,4/10          |
| IGN                                | 9,5/10          |
| Joystiq                            | 4,5/5           |
| PlayStation: The Official Magazine | 10/10           |
| Русскоязычные издания              |                 |
| Издание                            | Оценка          |
| «Игромания»                        | 7,0/10          |

Согласно агрегатору рецензий Metacritic, God of War: Ghost of Sparta получила «преимущественно положительные отзывы». Николь Таннер из IGN заявила, что с точки зрения игрового процесса в ней «нет ничего уникального, но это неплохо». По мнению Криса Перейры из 1UP, управление не претерпело особых изменений по сравнению с Chains of Olympus, однако сам проект рецензент назвал «чрезвычайно динамичной игрой в жанре экшен». Перейра посоветовал игру пользователям, которые «не устали от франшизы». В своей рецензии для Joystiq Рэнди Нельсон отметил, что игра как будто бы создавалась для более мощных консолей, но при этом не увидел в ней чего-то «инновационного». Джо Джуба из Game Informer указал на изменения в игровом процессе, который хоть и остался прежним, но стал значительно лучше. Обозреватель PlayStation: The Official Magazine поставил Ghost of Sparta в один ряд «со многими лучшими играми для PlayStation 3». Несмотря на положительную оценку боевой системы, Саймон Паркин из Eurogamer воспринял её как шаг назад для серии: по его мнению, она бы понравилась только игрокам-новичкам и пользователям, которые ещё не играли в God of War III.
Перейра отметил, что в Ghost of Sparta представлена «более личная история, чем в других играх GOW, однако в ней по-прежнему есть фирменные черты серии». Нельсон сравнил её с Metal Gear Solid: Peace Walker по части стирания границ между портативными и консольными играми. Джуба заявил, что, несмотря на отсутствие ошеломительных сцен, Ghost of Sparta не является необязательным спин-оффом; он порекомендовал её каждому фанату серии God of War. Сайт GameTrailers сетовал на отсутствие чего-то революционного, но при этом отметил сохранение полюбившихся аспектов игры: уникальных врагов, интересного дизайна уровней и большого количества экшена. С другой стороны, Паркин заявил, что игра не справляется с тенденцией серии повышать ставки с каждым новым проектом.
По мнению Таннер, графика Ghost of Sparta была лучше, чем в большинстве проектов для PlayStation 2, а сама она являлась «самой красивой игрой на PSP» на момент написания рецензии. Перейра высказал аналогичное мнение, отметив, что игра выглядит так же хорошо, если не лучше, как другие игры для портативной консоли. Нельсон пришёл к выводу, что с точки зрения визуального оформления обе части God of War для PS2 выглядят устаревшими. В своей рецензии редакция GameTrailers указала на «самую лучшую графику, которую может предложить PSP». Хотя Паркин назвал представленные в игре уровни «невероятными» по меркам портативной консоли, по его мнению, они выглядели слабо на фоне локаций из God of War III.
На выставке E3 2010 Ghost of Sparta победила в девяти номинациях, в том числе «Лучшая портативная игра», «Лучшая игра для PSP» и «Игровое шоу для PSP», а также была номинирована в трёх дополнительных категориях. Редакция PlayStation: The Official Magazine присудила ей «Золотую награду». Она стала «Выбором редакции» Kotaku, которая назвала её «эпической компьютерной игрой размером с ладонь». На церемонии вручения наград Spike Video Game Awards 2010 она получила «Лучшую портативную игру». На церемонии вручения BAFTA 2011 года Ghost of Sparta была номинирована на премию «Handheld». Во время 14-й ежегодной церемонии награждения Interactive Achievement Awards представители Академии интерактивных искусств и наук выбрали Ghost of Sparta победителем в номинации «Портативная игра года».

### Комментарии
1. ↑  При участии Santa Monica Studio